# Подгруппа
Подгруппа ― подмножество {\displaystyle H} группы {\displaystyle G}, само являющееся группой относительно группового умножения на {\displaystyle G}.
Подмножество {\displaystyle H} группы {\displaystyle G} является её подгруппой тогда и только тогда, когда:
1. {\displaystyle H} содержит нейтральный элемент из {\displaystyle G}
2. содержит произведение любых двух элементов из {\displaystyle H},
3. содержит вместе со всяким своим элементом {\displaystyle h} обратный к нему элемент {\displaystyle h^{-1}}.

В случае конечных и, вообще, периодических групп третье условие является следствием первых двух.

## Примеры
- Подмножество группы {\displaystyle G}, состоящее из одного элемента {\displaystyle 1}, будет, очевидно, подгруппой, и эта подгруппа называется единичной подгруппой группы {\displaystyle G}.
- Сама {\displaystyle G} также является своей подгруппой.

## Связанные определения
- Всякая подгруппа, отличная от всей группы, называется истинной подгруппой этой группы. Истинная подгруппа некоторой бесконечной группы может быть изоморфна самой группе.
- Сама группа {\displaystyle G} и единичная подгруппа называется несобственными подгруппами группы {\displaystyle G}, все остальные ― собственными.
- Пересечение всех подгрупп группы {\displaystyle G}, содержащих все элементы некоторого непустого множества {\displaystyle M}, называется подгруппой, порождённой множеством {\displaystyle M}, и обозначается {\displaystyle \langle M\rangle }.
  - Если {\displaystyle M} состоит из одного элемента {\displaystyle a}, то {\displaystyle \langle a\rangle } называется циклической подгруппой элемента {\displaystyle a}.
  - Группа, совпадающая с одной из своих циклических подгрупп, называется циклической группой.
- Если группа {\displaystyle G_{1}} изоморфна некоторой подгруппе {\displaystyle H} группы {\displaystyle G}, то говорят, что группа {\displaystyle G_{1}} может быть вложена в группу {\displaystyle G}.
- Если {\displaystyle H} — подгруппа группы {\displaystyle G}, то для любого {\displaystyle a\in G} подмножество
{\displaystyle aHa^{-1}=\{\,aha^{-1}\mid h\in H\,\}}

является подгруппой. При этом подгруппы {\displaystyle aHa^{-1}} и {\displaystyle H} называются сопряжёнными.

## Основные свойства
- Пересечение подгрупп А и В также является подгруппой.
- Все подгруппы образуют полную решетку по включению, называемую решеткой подгрупп.
- Непустое множество {\displaystyle H\subset G} является подгруппой группы {\displaystyle G} тогда и только тогда, когда для любых {\displaystyle a,b\in H} выполняется {\displaystyle ab^{-1}\in H.}
- Теоретико-множественное пересечение любых двух (и любого множества) подгрупп группы {\displaystyle G} является подгруппой группы {\displaystyle G}.
- Теоретико-множественное объединение подгрупп, вообще говоря, не обязано являться подгруппой. Объединением подгрупп {\displaystyle H} и {\displaystyle K} называется подгруппа, порожденная объединением множеств {\displaystyle H\cup K}.
- Гомоморфный образ подгрупп ― подгруппа.
- Если даны две группы и каждая из них изоморфна некоторой истинной подгруппе другой, то отсюда ещё не следует изоморфизм самих этих групп.

## Смежные классы
Для подгруппы {\displaystyle H} и некоторого элемента  {\displaystyle a\in G}, определяется левый смежный класс {\displaystyle aH=\{ax:x\in H\}}. Количество левых смежных классов подгруппы {\displaystyle H} называется индексом подгруппы {\displaystyle H} в {\displaystyle G} и обозначается {\displaystyle [G:H]}. Аналогично можно определить правые классы смежности {\displaystyle Ha=\{xa:x\in H\}}.
Если левые и правые классы смежности подгруппы совпадают, то она называется нормальной. Это свойство даёт возможность построить факторгруппу {\displaystyle G/H} группы {\displaystyle G} по нормальной подгруппе {\displaystyle H}.